# Еш Вільямс
Ешлі Джей «Еш» Вільямс (англ. Ashley J. Williams) —вигаданий персонаж, головний герой кінотрилогії Сема Реймі Зловісні мерці,  однойменного мюзиклу, а також серії коміксів і відеоігор. Є позитивним героєм, що захищає себе і решту світу від злісних кандарійскіх (англ. kandarian) демонів, що приходять у світ за допомогою давньої книги - Некрономікона, і одержимих ними істот, відомих як дедайти.
Персонаж створений Семом і Айваном Реймі, зіграний акторами Брюсом Кемпбеллом в серії фільмів і Раяном Вордом в мюзиклі. У фільмах персонаж фігурує виключно як Еш (англ. Ash), прізвище Вільямс придумав Сем Реймі на зйомках заключній частині трилогії.
До становлення на шлях борця з нечистю Еш жив у Детройті, де працював простим клерком у відділі побутових товарів супермаркету мережі S-Mart. Мав інженерну освіту або принаймні навчався на інженера . Мав сестру Шеріл і кохану дівчину Лінду.

## Трилогія фільмів «Зловісні мерці»

### Події фільму  «Зловісні мерці» 1981р.
Простий 20-ти річний хлопець Еш відправляється на відпочинок у будиночок загородні ліси на кордоні штату Теннесі разом з дівчиною Ліндою та друзями. В будинку компанія знаходить легендарний Некрономикон (книгу мертвих) і магнітофон з аудіозаписом професора Ноубі. Друзі включають касету на якій професор читає Некрономікон, тим самим пробуджуючи зло яке починає вбивати друзів Еша, після чого використовує їх тіла як фізичну оболонку. У підсумку Еш стає єдиним виживим, якому вдається кинути Некрономікон в вогонь, тим самим зупинивши зло. Однак ранком на порозі будинку Еш знову піддається нападу демона.

### Події фільму«Зловісні мерці 2»1987 р.
Після атаки демона Еш починає перетворюється в одержимого демоном однак сонячне світло допомагає вчасно вигнати демона, однак Еш втрачає свідомість і приходить в себе тільки ввечері. Не маючи змоги залишити прокляте місце, Еш повертається до будинку. Вночі туди приїжджає дочка професора Ноубі Енні та ще троє людей, разом із якими Еш вступає у нову конфронтацію із силами пітьми. У ході протистояння Ешу доводиться відрізати заражену і кисть своєї правої руки, що стала одержима, до зап'ястя, згодом замінивши її протезом-бензопилою. Зрештою йому вдається за допомогою сторінок Некрономікона, знайдених Енні, відкрити просторово-часовий портал між вимірами та вигнати демонів, однак і сам Еш виявляється затягнутим у цей портал.

### Події фільму «Армія темряви»1992 р.
Еш опиняється у Середньовіччі (1300 рік), у замку Кандар, околиці якого тероризуються нечистю. Щоб зупинити зло і повернутися у свій світ, Еш, якого місцеві сприймають як «обране пророцтво», вирушає на пошуки Некрономікона. У процесі Еш зустрічається зі своєю темною половиною, "Поганим Ешем" (англ. Bad Ash / Evil Ash), що з'являвся ще в першій частині фільму (епізод із дзеркалом). Поганий Еш стає антагоністом історії та одвічним противником «хорошого», зокрема фігурує у грі Evil Dead: Hail to the King. Через неправильно вимовлене над знайденою книгою закляття (Clatoo Verata Nicto!) Еш випадково пробуджує демонів на чолі з Поганим Ешем, який формує армію скелетів і вирушає на штурм замку, щоб повернути Некрономікон. Еш очолює оборону, паралельно робить собі повністю функціональний механічний протез замість втраченої правої руки. Після перемоги він за допомогою магії повертається у свій світ, проте з'ясовується, що демони пішли за ним. (В альтернативному кінці фільму Еш прокидається в пост-апокаліптичному майбутньому, існування якого також пояснюється в коміксі Армія темряви: Прах до праху.)

## Інші появи персонажа
| Назва                              | Рік       | Актор       | Опис |
| ---------------------------------- | --------- | ----------- | --- |
| фільм "Зловісні мерці"             | 2013      | Брюс Кембел | Еш з'являється в сцені після титрів , де він каже свою фірмову крилату фразу «Groovy». |
| серіал "Еш проти зловісних мерців" | 2015-2018 | Брюс Кембел | Еш з’являється як головний герой у комедійному серіалі жахів для каналу Starz. Серіал складається з 3 сезонів. |
| фільм "Повстання зловісних мерців" | 2023      | Брюс Кембел | Брюс Кемпбелл з’являється в епізодичній ролі як священик, який чує переклад Necronomicon Ex-Mortis на вініловій платівці (записаній у 1923 році), яку виявив Денні. У квітні 2023 року режисер фільму Лі Кронін заявив, що персонаж Кемпбелла у фільмі «цілком міг би бути Ешем Вільямсом», переміщеним у часі. Пізніше Кронін пояснив, що це справді Еш, але забув уточнити, як і чому він опинився в 1923 році. |

## Ігри
Еш зявився у таких іграх:
- "Evil Dead: Hail to the King" 2000 р., як ігровий персонаж;
- "Evil Dead: A Fistful of Boomstick"  2003 р. як ігровий персонаж;
- "Evil Dead: Regeneration" 2005 р.- як ігровий персонаж;
- "Broforce" 2015 р. як один з ігрових персонажів;
- "Dead by Daylight" 2017 р. як один з ігрових персонажів;
- "Evil Dead: The Game" 2022 р. як ігровий персонаж;
- "Call of Duty: Modern Warfare II" 2022 р., як один з ігрових персонажів.